# Янь Дань

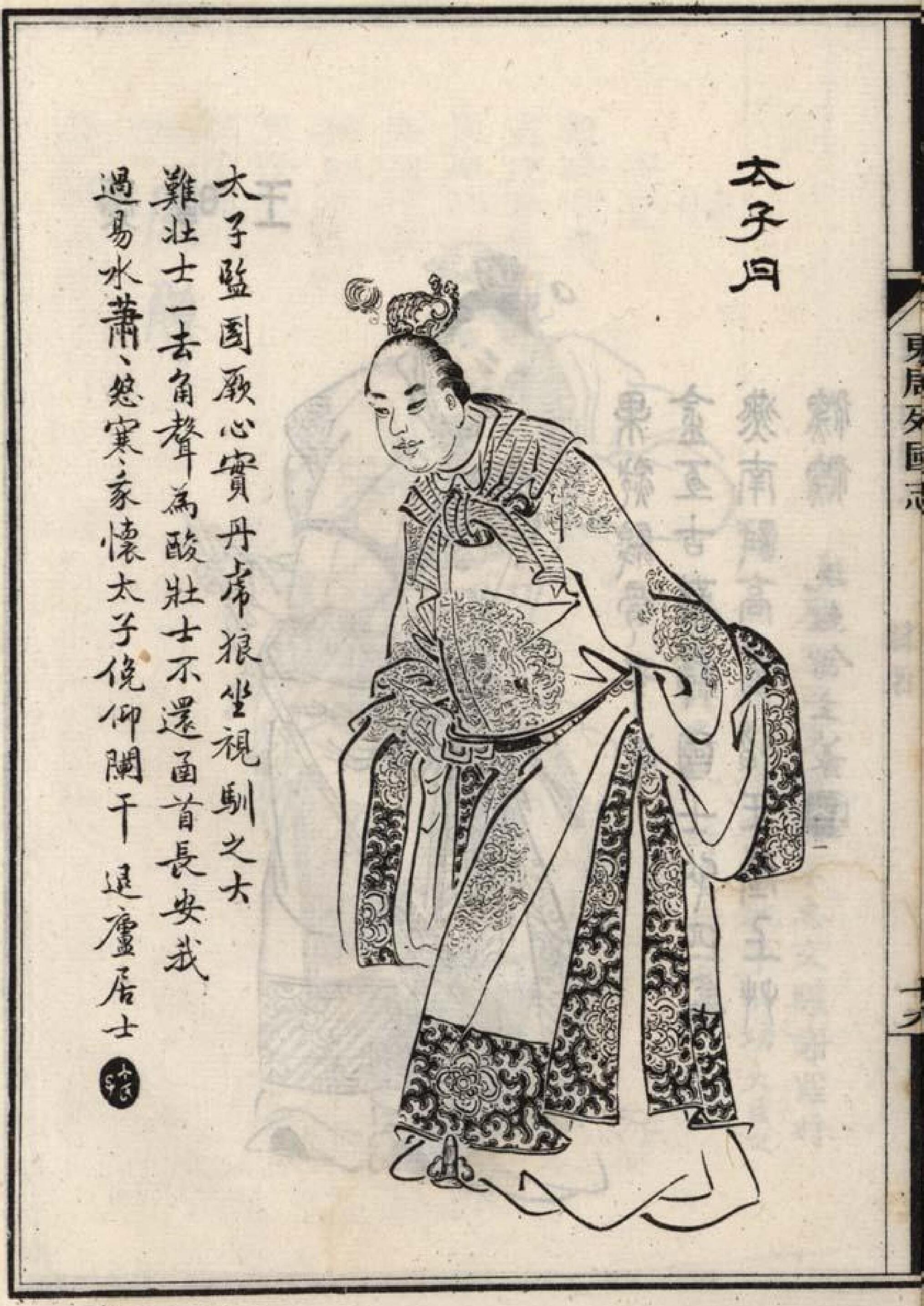
Яньский Дань

Яньский Дань (кит. трад. 燕丹), также известный как наследник престола Дань (кит. трад. 太子丹), фамилия — Цзи (кит. трад. 姬) — китайский аристократ периода Сражающихся царств.
Дань был сыном правителя царства Янь Си-вана. С детства он жил в качестве заложника в царстве Цинь, однако в 232 году до н. э. вернулся на родину.
В 227 году до н. э., когда Цинь уничтожило могущественное царство Чжао, Дань, поняв, что других способов защититься для слабого царства Янь не осталось, стал искать человека, который бы смог убить циньского правителя Ин Чжэна. Цзин Кэ согласился это сделать, однако покушение, самое знаменитое в истории Китая, оказалось неудачным. Ин Чжэн сумел отбиться от убийцы, хотя был на волосок от гибели.
Чтобы отомстить яньцам, Ин Чжэн обрушил на Янь всю мощь своего царства. Дань попытался укрыться в районе реки Яньшуй, но был убит слугами, подкупленными его собственным отцом. Хотя яньский ван послал Цинь Шихуанди голову Даня в доказательство своей лояльности, это не спасло царство Янь от окончательного разорения. В 222 году до н. э. Янь было уничтожено.